# モーズリー・ショールズ
| 専門評論家によるレビュー | 専門評論家によるレビュー |
| レビュー・スコア         | レビュー・スコア         |
| 出典                     | 評価                     |
| ------------------------ | ------------------------ |
| Allmusic                 | link                     |
| The Austin Chronicle     | link                     |
| Los Angeles Daily News   | link                     |

『モーズリー・ショールズ』 (Moseley Shoals) は、イギリスのロックグループ、オーシャン・カラー・シーンによってブリットポップ時代の1996年にリリースされたアルバム。全英シングルチャートでは2位に達した。
アルバムからの最初のシングルは、「ザ・リヴァーボート・ソング」で、『TFIフライデイ』でクリス・エヴァンズによって広められた。「ザ・デイ・ウィ・コート・ザ・トレイン」は、チャートで4位、「ユーヴ・ガット・イット・バッド」や「ザ・サークル」も10位以内に入った。また、「ワン・フォー・ザ・ロード」もリリースされたが、バンドは1997年にリリースされた『マーチング・オールレディ』の制作に専念することに決めた。
モーズリーは、イギリス、バーミンガムの南に位置する郊外の地区に因んでいる。バンドメンバーのうち3人はここで生まれた。
ジャケットカバーでメンバーが立っているのは、イギリス、ロイヤル・レミントン・スパのジェフソン・ガーデンズにあるジェフソン・メモリアルである。

## 収録曲
全曲オーシャン・カラー・シーンによる。
1. ザ・リヴァーボート・ソング (The Riverboat Song) – 4:54
2. ザ・デイ・ウィ・コート・ザ・トレイン (The Day We Caught the Train) – 3:06
3. ザ・サークル (The Circle) – 3:43
4. ライニング・ユア・ポケッツ (Lining Your Pockets) – 3:36
5. フリーティング・マインド (Fleeting Mind) – 5:09
6. 40 パスト・ミッドナイト (40 Past Midnight) – 4:01
7. ワン・フォー・ザ・ロード (One for the Road) – 3:43
8. イッツ・マイ・シャドウ (It's My Shadow) – 4:23
9. ポリスメン・アンド・パイレーツ (Policemen and Pirates) – 4:03
10. ザ・ダウンストリーム (The Downstream) – 5:32
11. ユーヴ・ガット・イット・バッド (You've Got It Bad) – 4:26
12. ゲット・アウェイ (Get Away) – 7:55